# إميل (مجلة)
مجلة إميل ( Emel ) كانت مجلة بريطانية تتناول أسلوب الحياة وتتحدث عن الثقافة الإسلامية البريطانية المعاصرة. صدر العدد الأخير في كانون الثاني 2013.

## التاريخ
شاركت سارة جوزيف في تأسيس المجلة مع زوجها محمود الرشيد في أيلول 2003. وكان جوزيف محرر المجلة، وكان الرشيد ناشرًا متطوعًا ورئيس تحرير.
كانت أول مجلة إسلامية رئيسة في المملكة المتحدة تحظى باهتمام متبادل من القراء غير المسلمين ووصل توزيعها إلى 30 دولة.
في مقال لها في مجلة دراسات المرأة في الشرق الأوسط عام 2010، زعمت رينا لويس: "بالنسبة لإميل، فإن أسلوب حيتها هي القدرة على وضع الممارسات الإسلامية الحديثة كجزء من ثقافة الاستهلاك المعاصرة مع الاحتفال في الوقت نفسه بالتراث التاريخي للإسلام".
تعاونت شركة لويدز تي إس بي مع شركة إميل لإطلاق ما زعمت أنه أول موقع ويب مجتمعي يعتمد على المحتوى الذي يولده المستخدم ويستهدف المسلمين البريطانيين، كجزء من حملة للترويج للطرح الوطني لخدماتها المصرفية الصديقة للشريعة الإسلامية. يسمح موقع المجتمع الجديد، المسمى بريد إميل، للأعضاء برفع الصور والتعليقات عبر "بطاقات بريدية" قابلة للتنزيل.

## الجوائز والترشيحات
في كانون الثاني 2014، رُشحَت إميل لجائزة وسائل الإعلام المسؤولة لهذا العام في حفل توزيع جوائز المسلمين البريطانيين [الإنجليزية].

## طالع أيضًا
- الإسلام في المملكة المتحدة

## روابط خارجية
- الموقع الرسمي
- Emel celebrates 50 issues of Muslim Lifestyle FullScreen
- Emel: A Muslim Lifestyle Magazine BBC